# Slavko Goluža
Slavko Goluža (Pješivac-Kula u općini Stolac, BiH, 17. rujna 1971.), bivši hrvatski rukometni reprezentativac i trener, odrastao je u Metkoviću. Od 2010. do 2015. bio je izbornik hrvatske rukometne reprezentacije.

### Klupska karijera
Igrao je za RK Mehanika Metković, poslije i RK Meković Jambo, RK Badel 1862 Zagreb, mađarski KC Fotex Veszprem, njemački Tus Nettelstatdt Lübeeke, te francuski Paris Saint-Germain Handball.
S RK Badel 1862 Zagrebom po devet je puta osvajao nacionalno prvenstvo i kup, osvojio je Kup europskih prvaka 1992. i 1993. godine, i superkup IHF, 1992. 
S RK Metković Jambo osvojio je KUP EHF, 2000., Hrvatski kup 2001.i 2002.

### Reprezentativna karijera
Nastupio na Olimpijskim igrama u Atlanti 1996. i Atena 2004. i oba puta osvojio zlatnu medalju, kao i na Svjetskom prvenstvu u Portugalu 2003., a na sljedećem Svjetskom prvenstvu u Tunis 2005. osvojio je srebrnu medalju. Prvu medalju ne velikim natjecanjima osvojio je na Europskom prvenstvu u Portugalu 1994., brončanu medalju.
Osvojio je i zlatne medalje na Mediteranskim igrama u osvojio je u Tunis 2001., te u francuskom Languedoc-Roussilon 1993.
Izborom Sportskih novosti proglašen je rukometašem godine 2001. i član je ekipe godine: 1992., 1993., 1996. i 2003. 
Dvostruki je dobitnik Državne nagrade za šport "Franjo Bučar", 1996. i 2004. kao član Hrvatske rukometne reprezentacije.
2008. godine izabran je za dopredsjednika Hrvatskog olimpijskog odbora.
Po povratku sa Svjetskoga rukometnoga prvenstva u Kataru, 6. veljače 2015. podnosi neopozivu ostavku na mjesto izbornika, a nasljeđuje ga Željko Babić.

### Trenerska karijera
S mladom reprezentacijom 2007. osvojio je srebro na svjetskom prvenstvu. Hrvatska mlada reprezentacija je za taj uspjeh dobila Nagradu Dražen Petrović.
Trenutno u Hrvatskom rukometnom savezu obnaša dužnost instruktora za muški rukomet i trenera nacionalnih selekcija. Kao izbornik u nepunih godinu dana osvojio je tri brončane medalje s hrvatskom rukometnom reprezentacijom na tri najveća svjetska rukometna natjecanjana: na Europskom prvenstvu u Srbiji 2012., na Olimpijskim igrama u Londonu 2012., te na Svjetskom prvenstvu u Španjolskoj 2013.
Goluža je 2012. godine proglašen hrvatskim rukometnim trenerom godine.
Dobitnik je godišnje Nagrade grada Metkovića "Ždral" u području sporta za 2013. godinu

## Politička angažiranost
Za vrijeme aktivne igračke karijere a i poslije Slavko je podržavao HDZ. Nastupao je na njihovim predizbornm spotovima, bio član liste HDZ-a za Metković. Na predsjedničkim izborima 2009. podržavao je Andriju Hebranga pojavivši se na popisu potpore slavnih osoba.